# Oroshi hōchō

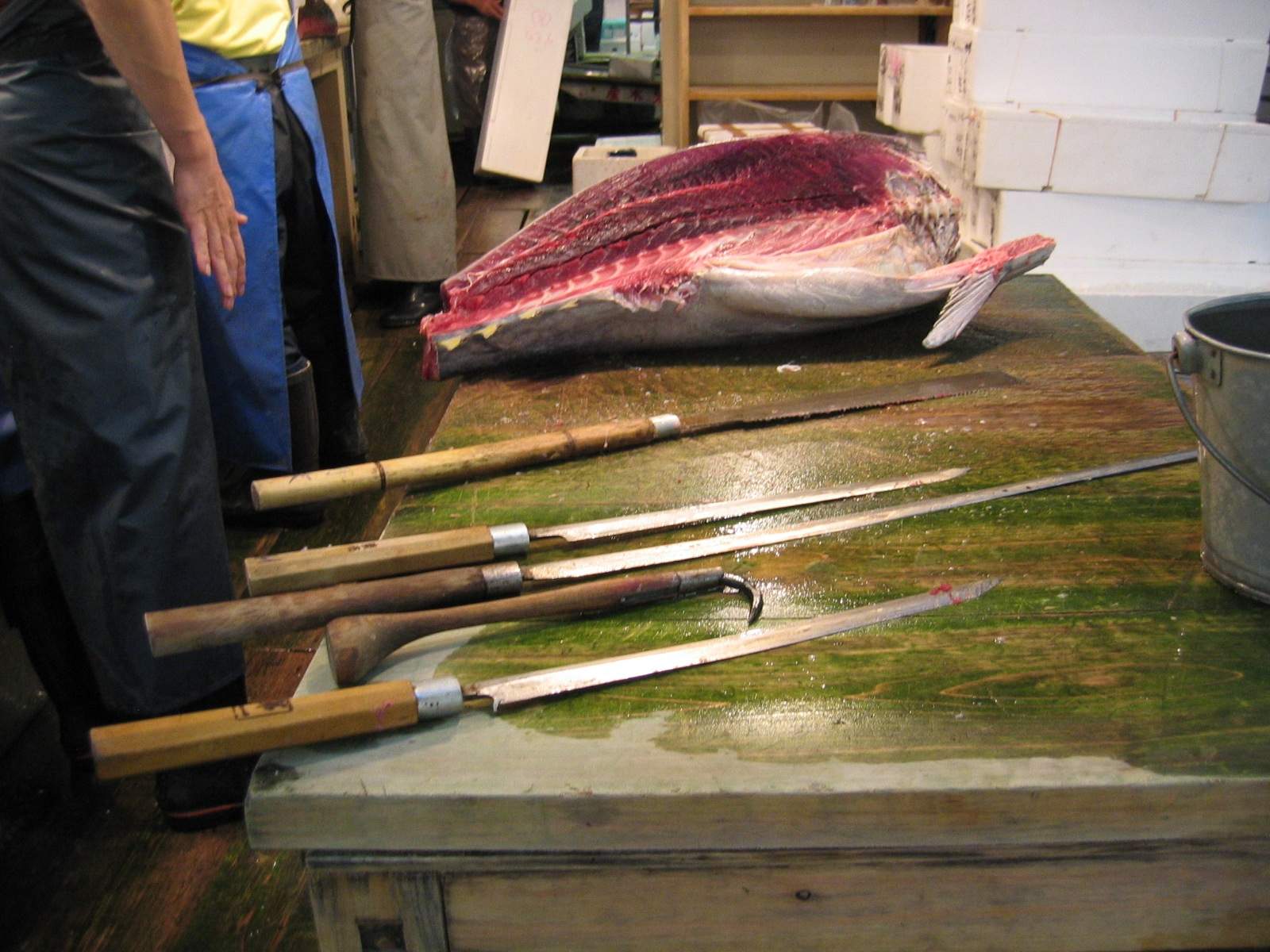
Cuchillos japoneses, incluido un oroshi hōchō de gran longitud, utilizado para trocear atún en el mercado de pescado de Tsukiji.

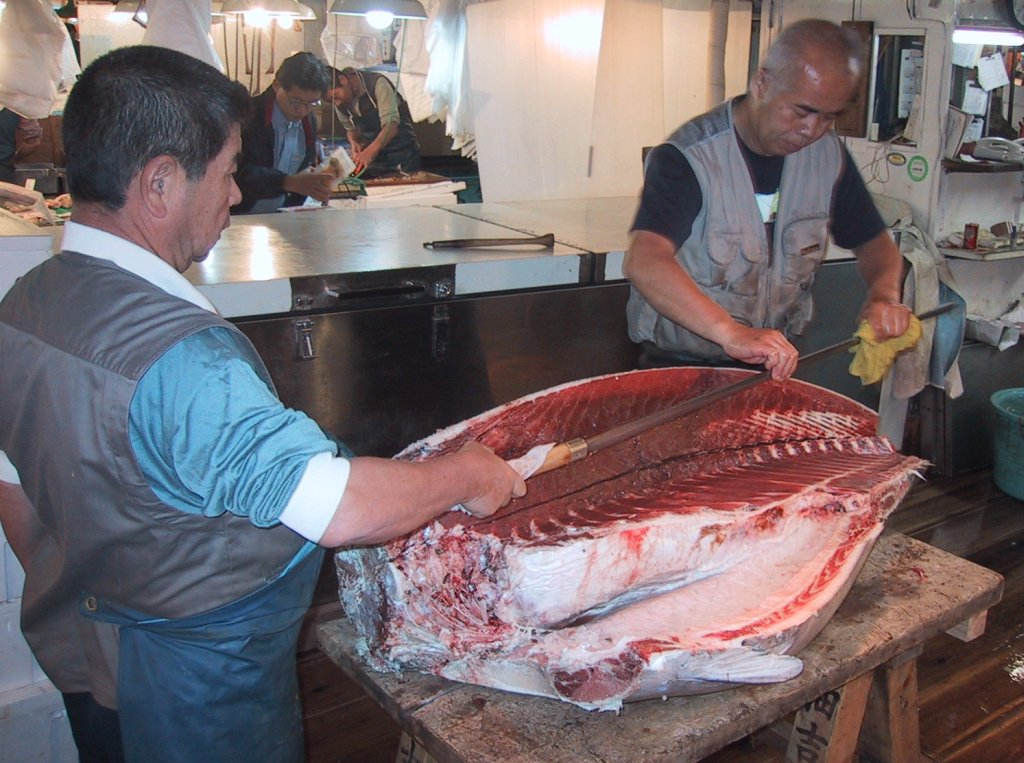
Uso de un oroshi hōchō en el mercado de pescado de Tsukiji en Tokio.

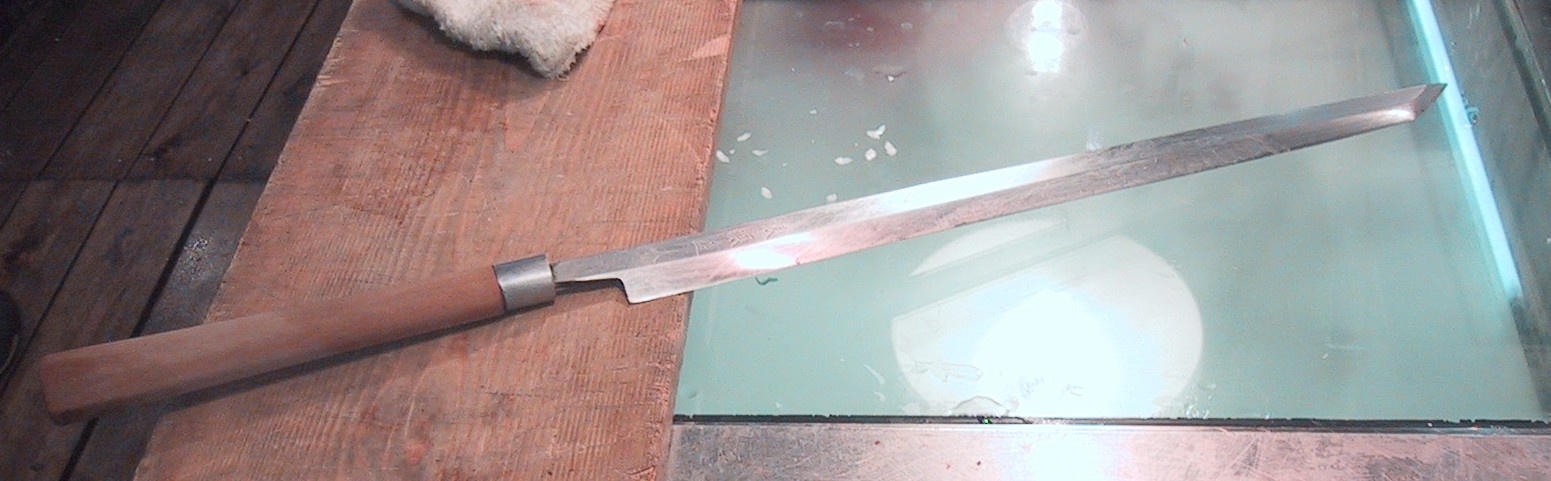
Hanchō hōchō, de hoja de media longitud en el mercado de pescado de Tsukiji en Tokio.

El oroshi hōchō (おろし包丁?   "cuchillo mayor") y el hanchō hōchō (半丁包丁?   "cuchillo corto") son cuchillos altamente especializados y de gran longitud que se utilizan en Japón para cortar en filet el atún y otros pescados.
El oroshi hōchō posee una hoja con una longitud de 150 cm además de un mango de 30 cm, y puede trocear un atún de un solo corte. Por lo general es necesario de dos a tres personas para manipular el cuchillo y el atún. La hoja flexible está curvada para adaptarse a la forma del espinazo y así minimizar la cantidad de carne de atún que permanece adherida al espinazo. El hanchō hōchō es un cuchillo de hoja más corta con una longitud de unos 100 cm además del mango. El hanchō hōchō a veces es llamado maguro kiri (マグロ切?   "cortador de atún").
Estos cuchillos son utilizados en forma cotidiana en el mercado de venta mayorista de pescado en Japón, que en Tokio es el mercado de pescado de Tsukiji. También se los puede encontrar en grandes restaurantes, pero no son un implemento habitual de las cocinas domésticas en Japón, a menos de que exista una necesidad frecuente de trozar atún que pesa más de 200 kg. Estos cuchillos japoneses no deben ser confundidos con las espadas japonesas, ya que no son un arma sino una herramienta, aunque en ocasiones han sido utilizados a modo de arma por la yakuza.